# Il meglio deve ancora venire
Il meglio deve ancora venire è un singolo del cantautore italiano Luciano Ligabue, pubblicato il 25 marzo 2011 come quinto estratto dall'album Arrivederci, mostro!.

## Descrizione
Il singolo è stato prodotto da Corrado Rustici ed è stata resa disponibile per l'airplay radiofonico e il download digitale il 25 marzo 2011.
Il video musicale prodotto per Il meglio deve ancora venire è stato reso disponibile il 23 marzo sul canale YouTube dell'etichetta discografica Warner Music Italy. Regista del video è Marco Salom, mentre la protagonista femminile è Isabella Ragonese.
Il singolo è salito fino alla seconda posizione dei più trasmessi in radio.

## Tracce
1. Il meglio deve ancora venire – 4:20